# Лидогенерация
Лидогенерация (англ. lead generation) — элемент лид-менеджмента, маркетинговая тактика, направленная на поиск потенциальных клиентов с определёнными контактными данными.

## Области применения лидогенерации
Лидогенерация активно используется в потребительском секторе, ориентированном на строгие целевые группы. Для этого применяются методы поиска и привлечения клиентов через Интернет, целенаправленный Интернет-маркетинг, посредством рекламы в поисковых системах (Google, Yandex) и социальных сетях, а также на тематических онлайн ресурсах. Как правило, для определения целевых групп используются поведенческие критерии (поисковые запросы) и демографические характеристики (пол, возраст, регион, профессиональная деятельность, сексуальная ориентация).
В корпоративном сегменте (В2В) более эффективны такие методы лидогенерации как: телемаркетинг (назначение деловых встреч, сбор делегатов на мероприятие, маркетинговые исследования с целью лидогенерации), таргетированная реклама и ретаргет, контекстная реклама в поисковых системах.
Оптимизированный под задачи лидогенерации веб-сайт компании и персонализированные рассылки (директ-мейл) также эффективно работают как инструмент лидогенерации для обоих сегментов.

## Методы лидогенерации
1. Личное взаимодействие:
- лидогенерация посредством телемаркетинга;
- назначение деловых встреч;
- конференции и вебинары;
- маркетинговые исследования

2. Интернет:
- использование корпоративного сайта для сбора лидов;
- контекстная реклама в поисковых системах (Yandex, Google и др.);
- таргетированная реклама и социальные сети как источник лидов (Facebook/Instagram, Vkontakte, Youtube, LinkedIn, "Одноклассники" и др.);
- ретаргет на партнерских ресурсах;
- реклама на онлайн-ресурсах с целью лидогенерации.

3. Рассылки:
- персонализированные электронные целевые рассылки;
- прямые почтовые, письма и флайеры по базе целевой аудитории;
- по подписчикам СМИ;
- смс-рассылки по спискам лиц, давшим согласие на получение информации со стороны рекламодателя;
- мессенджеры (Telegram).

## Лид
«Лид» - это возможный потенциальный клиент с определенными контактными данными (например, номер телефона, e-mail, должность, работодатель и т. д.) либо обращение потенциального клиента, соответствующего целевой аудитории компании и проявившего свой интерес к приобретению продуктов или услуг того или иного характера. Этот интерес может быть выражен в виде заполненной анкеты, заявки потенциального клиента, запросе обратного звонка, согласии на подробное устное общение с менеджером по продажам. Как примеры можно привести регистрацию на сайте рекламодателя; регистрация на целевое мероприятие; отправку запроса по заказу; загрузка/установка приложения; достижение уровня в онлайн-игре; привлечение подписчика в рассылку и т. д. (см. также Cost Per Action)
Для достижения цели — перехода лида в продажи, т.е. конверсии потенциального клиента, — нужно, чтобы тот прошел несколько или один уровень квалификации (чем больше критериев квалификации, тем качественнее лид), или фильтрации. Они должны быть согласованы между маркетингом и продажами до начала работ по лидогенерации. Критериями квалификации, или фильтрами, могут быть:
- в потребительском секторе: характеристика потенциального клиента (возраст, пол, род деятельности и т. д.), промостраница в Интернете, которую потенциальный клиент должен открыть и заполнить необходимые поля; определенные действия, которые клиент совершил на сайте.
- в корпоративном секторе обычно используются критерии BANT (Budget, Authority, Need, Timeframe), а именно: потенциальный бюджет на данную категорию покупки, роль лица, принимающего решение, наличие потребности/интереса, возможные сроки, в которые будет принято решение о покупке.
Лиды могут быть получены несколькими способами: при помощи веб-мастера, воронок интернет-маркетинга, телемаркетинга, оффлайн.
В первом случае лиды генерируются из большого потока трафика, которым управляют веб-мастера. Трафик - это пользователи и потенциальные покупатели, которые посещают различные онлайн-ресурсы, большей частью, информационные. Лиды, которые продаются веб-мастерами, обычно собирают на основании данных об аудитории: демографии, доходе, возрасте, психографии и т. д. Такие лиды могут быть проданы нескольким рекламодателям одновременно. Продажи обычно сопровождаются телефонными звонками сотрудников отдела продаж. Данные лиды, чаще всего, встречаются в банковской, строительной, медицинской отраслях.
Лиды, полученные из выстроенной цепочки продаж интернет-маркетолога, - это специфичные для бренда сведения о клиенте, генерируемые для уникального предложения рекламодателя. В отличие от потенциальных покупателей, маркетинговые предложения продаются только один раз. Поскольку прозрачность является необходимым условием выстраивания рекламных кампаний по генерации лидов, кампании для потенциальных клиентов могут быть оптимизированы путем сопоставления их источников.
Дополнительный канал лидов в интернет-маркетинга - персонализированные рассылки по целевым базам. Необходимо, чтобы подписчики давали согласие на получение информации со стороны рекламодателя, в противном случае письмо будет категорироваться как спам и нарушение законодательства, и почтовый сервер рекламодателя попадет в черный список.
Лиды, генерируемые в результате телемаркетинга, относятся, как правило, к корпоративному сектору. В данном случае возможно осуществление звонка "вхолодную" по открытым контактам компании, по тематике, относящейся к сфере ответственности целевых лиц, принимающих решение. В розничном секторе лидогенерация посредством телемаркетинга также возможна, но только если кандидат в лиды дал свое согласие на получение информации с вашей стороны (в противном случае, если базы получены иным путем, идет нарушение Закона о персональных данных №152ФЗ).

## Категории лидов
В результате квалификации выделяются наиболее и наименее потенциальные с точки зрения продаж лиды. Они называются горячими, теплыми и холодными.
Лиды с невысокой степенью потенциальности согласно критериям квалификации называются "холодными" лидами. Это потенциальные клиенты, которые обнаруживают наличие потребности, но при этом они не готовы к покупке по той или иной причине. Например, нет денег, но есть желание, или есть деньги, но интерес слабый. В зависимости от стратегии продаж, с холодными лидами может начаться работа в режиме Account Based Marketing (если этот потенциальный клиент относится к списку самых желаемых, как бывает при потенциально крупных сделках в корпоративном секторе) или ведется маркетинговая работа для их "взращивания".
Горячие и теплые — это наиболее потенциальные клиенты. С ними специалисты по продажам работают индивидуально и обсуждают возможности сотрудничества. Это коммуникации первостепенной важности. По их итогам в кратчайшие сроки готовятся коммерческие предложения. С теплыми лидами работа идет тоже в индивидуальном порядке. Но при расстановке приоритетов они идут вторыми по значимости (хотя бывают и исключения — в случае возможности высокоприбыльной или стратегически важной сделки, или работы по механике Account Based Marketing).
Также выделяются следующие категории лидов, согласно классической английской терминологии лидогенерации:
MQL (Marketing Qualified Lead) - лид, найденный и квалифицированный отделом маркетинга, вне зависимости от степени его потенциальности, готовый к передаче в отдел продаж.
SQL (Sales Qualified Lead) - лид, принятый в работу отделом продаж и включенный в воронку продаж.
MQL и SQL иногда путают с высокопотенциальными и низкопотенциальными лидами. Однако это не стоит делать, поскольку суть данной категоризации совершенно в другом - в настройке критериев квалификации лидов таким образом, чтобы максимальное количество MQL совпадало с SQL, т.е., все лиды, которые нашел отдел маркетинга, мог взять в работу отдел продаж и включить в свою воронку без каких-либо дополнительных уточнений. То есть, критерии MQL/SQL должны стремиться к максимальному соответствию, чтобы отдел лидогенерации понимал, какие лиды нужны отделу продаж. При этом, в каждом конкретном бизнес-процессе лидогенерации и продаж могут отличаться критерии этих MQL/SQL, например, в зависимости от готовности компании работать с холодными лидами.

## Факторы успеха лидогенерации
Для успешной работы по лидогенерации в Интернете требуется:
- качественная продающая промостраница (лэндинг)
- протестированные объявления и баннеры, ведущие на лэндинг
- источники трафика, отобранные по характеристикам целевой аудитории

Для успешной работы по лидогенерации посредством инструментов личного взаимодействия (звонки, мероприятия, маркетинговые исследования и т. д.) требуется:
- сценарий звонка
- текст письма
- маркетинговые списки контактов целевых аудиторий
- веб-сайт или качественная продающая промостраница (лэндинг)

Продажи по лидам возможны в случае, если:
- получаются качественные лиды (соответствующие целевой аудитории и критериям квалификации)
- лиды оперативно берутся в работу по продажам
- специалисты имеют мотивацию на качественную обработку лидов
- отлажен процесс взаимодействия отдела лидогенерации (маркетинга) и продаж
- есть контроль над качеством обработки лидов и последующих продаж (например, благодаря отчетности в CRM-системе и аналитике)

В России направление лидогенерации появилось в 2008-2010 гг. В 2012 году направление начало завоевывать рынок, рекламодатели все чаще пользуются такой услугой. Данный вид рекламы отличается от иных подобных направлений рекламной деятельности тем, что дает возможность отслеживать затраты на рекламу, понимать, куда именно был потрачен рекламный бюджет. Также у рекламодателя появилась возможность легко отслеживать эффективность самой активности. В отличие от наружной рекламы, легко поддается подсчету уровень конверсии затрат в доходы (Cost-Per-Lead).

## Лидогенерация онлайн
Генерация потенциальных клиентов в Интернете - это термин, относящийся к интернет-маркетингу, который касается формирования потенциального интереса потребителей к продукту или услугам, которые можно приобрести или заказать онлайн. Лиды собираются для формирования списков e-mail адресов для дальнейших рассылок, для создания программ лояльности или для других программ привлечения  и удержания внимания клиентов с целью увеличения прибыли предприятия.
Социальные медиа
С появлением социальных сетей большое число организаций и частных лиц стали использовать данные онлайн ресурсы для привлечения потенциальных клиентов. Многие компании активно участвуют в социальных сетях, включая LinkedIn, Twitter, Facebook и др., чтобы получать аудиторию, анализировать ее и включать данный канал в рекламные воронки лидогенерации. Зачастую в этого используется таргетированная реклама с применением тeхнологии look-alike, или подключаются онлайн сервисы массовой рассылки.
Электронная рассылка остается одним из основных способов общения бизнеса с клиентами и поставщиками. Из-за этого маркетологи выбирают данный канал для коммуникации. Многие лиды генерируются каждый день с помощью холодных и горячих рассылок.
Онлайн реклама
На рынке онлайн-рекламы есть три основные модели ценообразования (CPM, CPC, СPA), которые  используются маркетологами для покупки рекламы и получения потенциальных клиентов.
- CPM (Cost per thousand) -  цена за тысячу показов. Медийная реклама обычно продается по такой модели. Сложность с рекламой по формату CPM заключается в том, что с рекламодателей взимается плата, даже если целевая аудитория не кликает или даже не заметит рекламу.
- CPC (Cost per click) - стоимость рекламы за клик. Например, Google AdWords и Яндекс Директ работают по такой модели, взимая плату с рекламодателей только тогда, когда потребитель нажимает на рекламное объявление. Однако из-за возросшей конкуренции онлайн поисковые ключевые слова стали очень дорогими.
- CPA (Cost per action) - стоимость рекламы за действие. Данная модель используется TalkLocal, Thumbtack. Преимущество в том, что устраняется риск рекламы CPM и CPC, взимается плата только за счет потенциальных клиентов. Как и в случае с ценой за клик, цена за выполненное действие может быть увеличена по требованию Кроме того, как и в случае с ценой за клик, существуют способы, с помощью которых поставщики услуг могут совершать мошенничество, предоставляя ложных потенциальных клиентов (ботов, например) или смешивая один источник потенциальных клиентов с другим.
- CPL (Cost per lead) - стоимость лида. Например, в аналитике рекламного кабинета Facebook при выставлении цели рекламной кампании - "лиды" - можно легко отслеживать и сравнивать стоимость получаемого лида.